# Trận sông Ailette (1940)
Lỗi Lua trong Mô_đun:Location_map tại dòng 495: Không có giá trị kinh độ.
Trong Trận chiến nước Pháp năm 1940 trên Mặt trận phía Tây vào thời Chiến tranh thế giới thứ hai, sông Ailette và cao nguyên Chemin des Dames là nơi diễn ra trận đánh quyết định đến con đường tới Paris của quân đội Đức Quốc xã, đã diễn ra từ ngày 18 tháng 5 cho đến ngày 7 tháng 6 năm 1940, trên tuyến phòng ngự Weygand của quân đội Pháp. Trận sông Ailette đã diễn ra sau cuộc đột phá của quân đội Đức tại Sedan ở khu vực sông Meuse. Cho tới ngày 6 tháng 6, lực lượng bộ binh của Tập đoàn quân số 9 của Đệ tam Đế chế Đức đã chọc thủng được chiến tuyến của Tập đoàn quân số 6 của Pháp. Mặc dù bị đánh bật ở phía trước Chemin des Dames, họ đã buộc Tập đoàn quân số 6 của Pháp về bờ nam sông Aisne. Sự thất bại của Tập đoàn quân số 6 của Pháp đã khiến cho Tập đoàn quân số 7 của Pháp bị hở sườn phải của mình, và họ bắt đầu triệt thoái. Vào ngày 7 tháng 6 năm 1940, quân Đức chiếm được Noyon, và vào ngày 9 tháng 6, họ đã tới Rouen và tình hình cho thấy sự thất thủ của Paris chỉ còn là vấn đề thời gian.